# 特雷弗·基德
特雷弗·基德（英語：Trevor Kidd，1972年3月29日—），加拿大男子冰球运动员，场上位置是守门员。他曾代表加拿大国家队参加1992年冬季奥林匹克运动会冰球比赛，获得一枚银牌。